# Hans Speth
Pour les articles homonymes, voir Speth.
Hans-Ludwig Speth, né le 7 octobre 1897 à Rockenberg et mort le 30 avril 1985 à Munich, est un General der Infanterie allemand qui a servi au sein de la Heer dans la Wehrmacht pendant la Seconde Guerre mondiale.
Il a été récipiendaire de la Croix de chevalier de la Croix de fer. Cette décoration est attribuée pour récompenser un acte d'une extrême bravoure sur le champ de bataille ou un commandement militaire accompli avec succès.

## Biographie
Pendant la Première Guerre mondiale, Speth s'engage le 1er juillet 1915 en tant que porte-drapeau dans le 47e régiment d'artillerie de campagne de l'armée prussienne. Le 1er juillet 1916, il est promu lieutenant dans le 16e régiment d'artillerie à pied.

## Décorations
- Croix de fer (1914)
  - 2e Classe
  - 1re Classe
- Croix d'honneur
- Agrafe de la Croix de fer (1939)
  - 2e Classe (14 mars 1940)
  - 1re Classe (20 mai 1940)
- Médaille du Front de l'Est (5 August 1942)
- Insigne de Crimée (23 août 1942)
- Croix allemande en Or (14 avril 1942)
- Croix de chevalier de la Croix de fer
  - Croix de chevalier le 23 février 1944 en tant que Generalleutnant et commandant de la 28. Jäger-Division[1]